# Plagiognathus tenellus
Plagiognathus tenellus är en insektsart som beskrevs av Knight 1929. Plagiognathus tenellus ingår i släktet Plagiognathus och familjen ängsskinnbaggar. Inga underarter finns listade i Catalogue of Life.